# Vilma Egresi
Vilma Egresi   (Budapest, 7 de maig de 1936 - Budapest, 7 de gener de 1979) fou una piragüista hongaresa, especialista en aigües tranquil·les, que va competir durant les dècades de 1950 i 1960.
El 1960 va prendre part en els Jocs Olímpics d'Estiu de Roma, on guanyà la medalla de bronze en la prova del K-2, 500 metres del programa de piragüisme, rere els equips soviètics i alemany. Formà parella amb Klára Fried-Bánfalvi.
En el seu palmarès també destaca una medalla de plata al Campionat del Món de piragüisme en aigües tranquil·les de 1954 i dues medalles de bronze al Campionat d'Europa de piragüisme de 1961. A nivell nacional guanyà disset campionats hongaresos. Un cop retirada formà part del Comitè Olímpic Hongarès.